# 高英起
髙 英起（コウ・ヨンギ、고 영기、1966年（昭和41年）7月10日 -）は、在日朝鮮人2世のジャーナリスト。デイリーNKジャパン編集長。

## 経歴
大阪府生まれ。大阪朝鮮高級学校を卒業後、関西大学経済学部に進学。在学中は、在日朝鮮人の学生組織「在日本朝鮮留学生同盟中央本部」に加わりながら、日本の新左翼、過激派などの運動現場にも参加する。しかし、新左翼をテーマにしたノンフィクションを通じて、北朝鮮こそスターリン主義だと知り当時の金日成体制を批判的に見るようになる。なお、この後反スターリン主義を掲げる新左翼に魅力を感じて参加したものの、「どちらも中身は同じと気づき、その後はネタ作りで参加していた」という。さらに1991年4月から12月まで、朝鮮社会科学院への留学から帰国した李英和から、北朝鮮の飢餓の実体や人権侵害の実情を聞き、1993年に李英和と共に「救え! 北朝鮮の民衆/緊急行動ネットワーク （RENK）」を結成する。
大学卒業後は、大阪市水道局に就職するも、1998年から1999年にかけて、中華人民共和国吉林省延吉市に所在する延辺大学に留学する。当時は、ほとんど知られていなかった脱北者や、北朝鮮のストリートチルドレンであるコッチェビの実態を、現地より発信する。
2010年より、北朝鮮情報専門サイトデイリーNKの東京支局長に就任。2011年には、在日朝鮮人の帰国者であり金正恩の実母・高英姫の出自について、従来の定説を覆してスクープ記事を発表する。
また『コチェビよ、脱北の河を渡れ』によると、同氏の家系図を辿ると、正恩の実母である英姫と同じ一族、すなわち正恩とは遠縁にあたる。金正日総書記死亡以後は、テレビ、ラジオで北朝鮮関連についてコメントすることも多い。
2014年には、韓国のデイリーNKから完全に独立して『デイリーNKジャパン』を立ち上げ、編集長として独自の視点で北朝鮮情報を発信をしている。

## 主張・活動
北朝鮮の現体制や、金一族の個人崇拝については、一貫して批判的な立場を堅持している。一方で映画や大衆音楽など、北朝鮮の芸術文化については「プロパガンダの中にも、彼らの創作魂が込められており、それに対しては敬意を表する」「北朝鮮の音楽こそが真のK-POPである」と主張し、積極的に紹介している。
その一環として、DPRK-POPの普及活動についても力を注ぎ、ネイキッドロフトにおいて、北朝鮮ポップスと韓国ポップスが対決するイベント「K-POP vs NK-POP」を開催。イベントの最後には、高が完全勝利宣言をして「たとえ音楽対決であろうと、百戦百勝の朝鮮労働党が負けることはありえない」と豪語するのがお約束となっている。なおこのK-POP vs NK-POPの噂は、北朝鮮にも伝わり、現地の北朝鮮ガイドが訪朝した日本人に、イベントについて嬉しそうに尋ねたという。
在日韓国・朝鮮人の社会運動や在日社会の在り方に対しては辛辣な批評を行っており、在日朝鮮人の人種差別的発言や、時折見かけるヘイトスピーチに関する在日コリアンのダブル・スタンダードなどに対しても、容赦なく批判している。

## 著作

### 単著
- 『コチェビよ、脱北の河を渡れ ―中朝国境滞在記―』（新潮社、2012年 ISBN 978-4-10-333011-0）
- 『金正恩 核を持つお坊ちゃまくん、その素顔』 (宝島社、2013年 ISBN 978-4800213273）

### 共著
- 『金正恩の北朝鮮 激変する人民ライフと権力の内幕』 (別冊宝島ノンフィクション、2013年 ISBN 978-4-8002-0863-7) - 李策 編著
- 『北朝鮮ポップスの世界』 (花伝社、2015年 ISBN 978-4763407306) - カルロス矢吹 共著
- 『「朝鮮」の正体』 (大洋図書、2015年 ISBN 978-4813072355) - 李策、李光司、関根虎洸、承山京一 共著

### コラム連載
- 高英起の無慈悲な見聞録